# Fonte das Pedras
A Fonte das Pedras é uma fonte d'água localizada no centro da cidade brasileira de São Luís, capital do Maranhão. Fica situada à frente da rua de São João e aos seus lados estão as ruas do Mocambo e da Inveja, próxima ao Mercado Central de São Luís.
O local serviu de acampamento para o comandante português Jerônimo de Albuquerque e suas tropas antes de expulsar os franceses do Maranhão, chefiados por Daniel de La Touche, em 31 de outubro de 1615. Durante a invasão holandesa, em 1641, os holandeses canalizaram as águas e construíram a fonte. Em 1762, estava em ruínas.
Foi reconstruída entre 1819 e 1822, durante o governo de Bernardo da Silveira Pinto da Fonseca, com as características atuais: frontão de alvenaria, calçamento, galerias subterrâneas, bicas e carrancas em lioz português. Em 1832, o engenheiro maranhense José Joaquim Lopes traçou a forma atual da fachada, em estilo colonial português, e um tanque para escoamento das águas das bicas. Foi tombada pelo IPHAN em 1963.
A Fonte das Pedras também é um nome de referência da região onde está localizada, sendo procurada por visitantes e ludovicenses para um descanso debaixo das frondosas árvores da cidade.